# 熊谷圭知
熊谷 圭知（くまがい けいち、1954年 - ）は、社会文化地理学、パプアニューギニアを中心としたオセアニア地域研究、ジェンダー/男性性研究などを専門とする日本の地理学者、お茶の水女子大学名誉教授。

## 経歴
東京都目黒区緑が丘に生まれる。父親は岩手県陸前高田、母親は盛岡市出身であった。小学4年まで東京工業大学の官舎で育ち、小学5年から高校卒業まで名古屋市で過ごす。
一橋大学社会学部に学び、大学院に進み、社会地理学教室で、竹内啓一に師事して、入江敏夫や栗原尚子にも教えを受ける。当時の社会地理学のゼミには、水岡不二雄、礒部啓三、山本健兒らも参加していた。大学院在籍中にパプアニューギニア大学への留学を経験し、以降、頻繁にパプアニューギニアへ渡航するようになった。パプアニューギニアにおいては、地域研究と開発実践の領域にまたがる活動を重ねた。
1982年に博士課程を1年で中退して九州大学文学部助手となり、1985年に阪南大学に転じ、1992年にお茶の水女子大学の教員となった。お茶の水女子大学では、その後の組織改編に際して、大学院開発・ジェンダー論コースや、グローバル文化学環の設立にも積極的に関わった。
2011年の東日本大震災以降は、大学関係者とともに、継続的に陸前高田に赴いた。
2017年、「移動・開発・場所とフィールドワーク パプアニューギニアの動態地誌」により、九州大学より博士（文学）を取得した。
2019年に刊行した『パプアニューギニアの「場所」の物語』は、2020年度の人文地理学会賞（学術図書部門）と日本地理学会賞（優秀著作部門）を受賞した。
2020年3月にお茶の水女子大学を定年退職したが、折からのコロナ禍のために最終講義などは中止され、2022年5月のホームカミングデイに、それに代わる講演会が実施された。

## おもな著書

### 単著
- パプアニューギニアの「場所」の物語 動態地誌とフィールドワーク、九州大学出版会、2019年
- つながりの地理学 マイノリティと周縁からの地誌、古今書院、2022年

### 共編書
- （塩田光喜との共編書）マタンギ・パシフィカ 太平洋島嶼国の政治・社会変動、日本貿易振興機構アジア経済研究所（研究双書）、1994年
- （西川大二郎との共編書）第三世界を描く地誌 ローカルからグローバルへ、古今書院、2000年
- （塩田光喜との共編書）都市の誕生 太平洋島嶼諸国の都市化と社会変容、日本貿易振興機構アジア経済研究所（研究双書）、2001年
- （片山一道との共編書）朝倉世界地理講座 15: 大地と人間の物語 オセアニア、朝倉書店、2010年
- （小林誠、三浦徹との共編書）グローバル文化学 文化を越えた協働、法律文化社、2011年

### 共訳書
- （内藤耕、葉倩瑋との共訳書）アリソン・マレー 著、ノーマネー、ノーハネー ジャカルタの女露天商と売春婦たち、木犀社、1994年